# 오해 (음반)
《오해》는 대한민국의 록 밴드 송골매가 1986년 6월 26일에 발매한 여섯 번째 정규 음반이다. 지구레코드에서 발매되었으며, 배철수가 솔로 활동을 마치고 복귀한 후 발표된 첫 음반이다.

## 배경
《오해》는 1980년대 중반, 한국 대중음악계의 급변하는 흐름과 송골매 내부의 음악적 고민이 반영된 결과물이다. 이 음반은 전작에서 보여준 빠르고 시원한 록 사운드에서 벗어나, 발랄한 곡들과 보다 진중한 분위기의 발라드 중심으로 방향을 전환하려는 시도를 담고 있다.
그러나 이러한 변화는 팬들 사이에서 호불호가 갈렸고, 결과적으로 상업적 성공에는 이르지 못했다. 기존의 주 보컬 스타일과 전혀 다른 창법의 도입은 음악적 어색함을 초래했으며, 멤버들은 음악적 한계와 각자의 견해 차이를 체감하게 되었고 이는 일부 멤버들의 탈퇴로 이어졌다.
송골매는 이 시기 기존 색채를 유지할 것인가, 혹은 당대 트렌드에 맞춰 변화를 시도할 것인가에 대한 방향성을 두고 깊은 고민을 하게 되었다. 대학가요제 출신의 신예 밴드들, 인디, 언더그라운드 씬의 성장, 댄스 음악 그룹과 헤비 메탈 밴드들의 부상은 기존 록 밴드의 입지를 약화시켰고, 송골매 또한 연주력에 대한 콤플렉스를 느끼며 위기의식을 자각하게 되었다.
비록 《오해》는 불안정하고 한계가 드러난 작품으로 평가되지만, '송골매'라는 이름값과 기존 팬층 덕분에 전작만큼은 아니더라도 일정 수준의 인기를 유지할 수 있었다.

## 평가
이 음반은 상업적인 성공에는 이르지 못했지만, 송골매의 음악적 정체성을 지키기 위한 시도였다는 점에서 의의를 가진다. 일부 평론가들은 이 음반을 '필사적인 결과물'이라 평가하였다.

## 곡 목록
- Side B 6번 트랙 〈젊은 조국이여!〉는 건전가요이다.

| #  | 제목                        | 작사·작곡      | 재생 시간 |
| -- | --------------------------- | -------------- | --------- |
| 1. | 〈오해〉                    | 김창남         | 2:34      |
| 2. | 〈떠나는 마음 보내는 마음〉 | 이정선         | 2:49      |
| 3. | 〈내 마음에 비는 내리고〉   | 김희애, 배철수 | 3:30      |
| 4. | 〈모나리자〉                | 이경미, 이현섭 | 3:22      |
| 5. | 〈당신은 당신은〉           | 이정선         | 2:10      |
| 6. | 〈어부사시가〉              | 윤성도, 라원주 | 4:15      |

| #  | 제목                       | 작사·작곡      | 재생 시간 |
| -- | -------------------------- | -------------- | --------- |
| 1. | 〈마음의 등불〉            | 김창남         | 2:40      |
| 2. | 〈해변으로 가요〉          | 김희갑         | 3:43      |
| 3. | 〈이젠 눈물을 거두어야죠〉 | 이응수, 김정선 | 3:20      |
| 4. | 〈함께 가는 사람들〉       | 이응수, 라원주 | 2:31      |
| 5. | 〈사할린의 겨울 바람〉     | 이응수, 배철수 | 2:50      |
| 6. | 〈젊은 조국이여!〉         |                | 2:50      |